# Мартин Алонсо Фернандес де Кордова
Мартин Алонсо Фернандес де Кордова Монтемайор-и-Веласко (исп. Martín Alonso Fernández de Córdoba Montemayor y Velasco; около 1498 — 26 августа 1558) — испанский дворянин, военный и государственный деятель, 1-й граф Алькаудете (1529—1558), вице-король Наварры (1527—1534) и губернатор Орана (1534—1558).

## Биография
Сын Альфонсо Фернандеса де Кордова-и-Монтемайора, сеньора Алькаудете и Монтемайора, и Марии де Веласко, дочери графа Сируэлы. Он женился на Леонор Пачеко, дочери Диего де Кордовы, маркиза Комарес. Их сыновьями:
- Альфонсо Фернандес де Кордова (1512—1565), 2-й граф Алькаудете и преемник отца
- Диего Фернандес де Кордова, епископ Калорры
- Мартин Фернандес де Кордова (1520—1604), вице-король Наварры (1589—1595) и губернатор Орана (1575—1585)
- Франсиско Фернандес де Веласко, рыцарь Ордена Калатравы[1]

## Карьера
Он был коррехидором Толедо в 1523 году, был вице-королем Наварры с 1527 по 1534 год. В 1534 году он был назначен губернатором («генерал-капитаном») испанской североафриканской базы Оран в 1534 году.
В 1535 году он напал на удерживаемый Османской империей город Тлемсен, столицу Королевства Тлемсен, с 600 мужчинами в сотрудничестве с местным племенем Бану Амир Абдул Рахмана ибн Радвана. Проект должен был заменить султана Мухаммеда Тлемсенского его младшим братом Абдуллой. Им противостояли племена Бану Рашид под предводительством султана Мухаммеда, а испанские войска были осаждены у крепости Тибда и истреблены, за исключением 70 пленных.
Примерно в 1538—1540 годах, когда император Карл V пытался убедить османского адмирала Хайреддина Барбароссу перейти на свою сторону, а граф Алькаудете пытался сделать то же самое с Хасаном-агой, заместителем Барбароссы и эффективным правителем Алжира. Провал обоих переговоров был частью подготовки к Алжирской экспедиции 1541 года, в котором Карл V лично возглавил массированную морскую и наземную атаку, к которой присоединились Алькаудете и оранский гарнизон. Испанцы планировали, что суровая осенняя погода задержит силы османского флота, пока их собственные корабли будут в безопасности в гавани, но штормы оказались слишком сильными, а сопротивление города слишком сильным, так что Карл V был вынужден отступить через 3 дня с огромными потерями и сам чуть не попал в плен.
Граф Алькауде также возглавил несколько испанских экспедиций против Мостаганема, которые имели место в 1543 и 1547 годах. Они потерпели неудачу, поскольку испанские войска были отбиты, а затем отступили турецкие и племенные силы.
Граф Алькаудете присоединился к провалившейся Мостаганемской экспедиции, которая должна была стать последней попыткой испанцев захватить город. Ранее он просил поддержки Хуаны, принцессы Португалии, в Вальядолиде. Вместе со своим сыном Мартином он повел войска из Малаги и Картахены, чтобы присоединиться к другим испанцам в Оране и их марокканским союзникам в 1558 году, оставив своего старшего сына Алонсо править. В последовавшей битве силы Алькаудете были разбиты, и Алькаудете был растоптан собственными солдатами. Мартин был ранен и взят в плен в бою. Находясь в плену в Алжире (ныне при Хасан-паше), он пытался организовать восстание рабов-христиан в 1559 году, но был предан, и многие из них были казнены. Мартин был освобожден в 1561 году после выплаты его братом Альфонсо крупного выкупа в размере 23 000 эскудо.